# Aa Harimanada
Aa Harimanada (ああ播磨灘) est un jeu vidéo de sumo sorti en 1993 sur Game Boy, Game Gear et Mega Drive. Le jeu a été édité et développé par Sega et fut distribué uniquement au Japon.